# Aleksander Koniecpolski
Aleksander Koniecpolski, född 1620, död 1659, var en polsk adelsman och militär. Han var son till Stanisław Koniecpolski.
Koniecpolski, som var vojvod av Sandomierz, deltog i kriget med Bogdan Chmelnitskij, övergick till Karl X Gustav vid svenska krigets utbrott, men återvände snart på Johan II Kasimirs sida och kämpade mot svenskarna vid Warszawa, Malbork och Toruń. År 1658 begav han sig med 3000 man till Preussen mot svenskarna, men insjuknade i lägret vid Stuhm och dog kort därefter på Podhorce.